# آرد جو

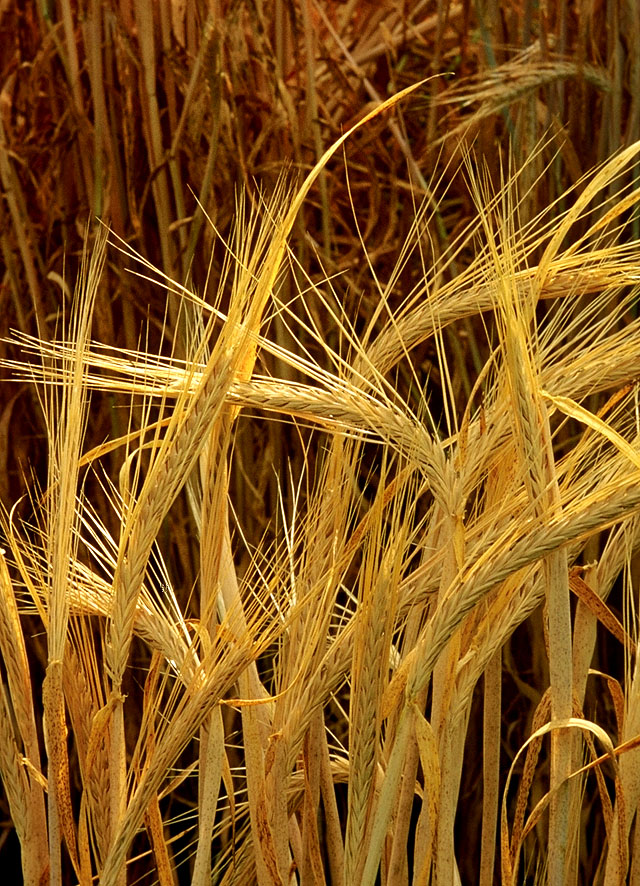
آرد جو از جو خشک‌شده و خرد شده به صورت خیلی ریز، تهیه می‌شود.

آرد جو (انگلیسی: Barley flour)، آردی است که از جو خشک‌شده و خرد شده به صورت خیلی ریز، تهیه می‌شود. از آرد جو برای تهیه نان جو و نان‌های دیگر همچون نان تخت و نان‌های مخمری استفاده می‌شود.
دو گونه اصلی آرد جو درشت و آرد جو ریز وجود دارد. از بلغور جو آسیاب شده برای تهیه آرد درشت استفاده می‌کنند و از جو مرواریدی آسیاب شده برای آرد جو ریز یا نرم بهره می‌برند.